# Colonus puerperus
Espèce
Synonymes
- Attus puerperus Hentz, 1846
- Thiodina puerpera (Hentz, 1846)
- Attus agrestis Peckham & Peckham, 1883
- Thiodina irrorata Chamberlin & Ivie, 1944

Colonus puerperus est une espèce d'araignées aranéomorphes de la famille des Salticidae.

## Distribution
Cette espèce est endémique d'Amérique du Nord. Elle se rencontre sux États-Unis au Minnesota, en Indiana, en Illinois, au Kansas, au Missouri, en Oklahoma, au Texas, en Arkansas, en Alabama, en Floride, en Géorgie, en Caroline du Sud, en Caroline du Nord, au Maryland, au New Jersey et en Pennsylvanie.

## Habitat
On la trouve habituellement dans les endroits herbeux. 

## Description

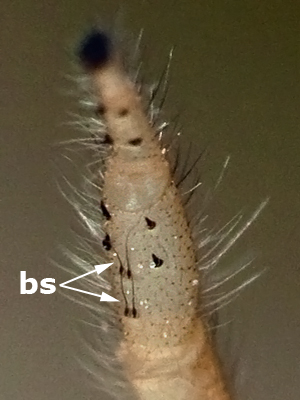
les deux paires d'épines chez Colonus puerperus

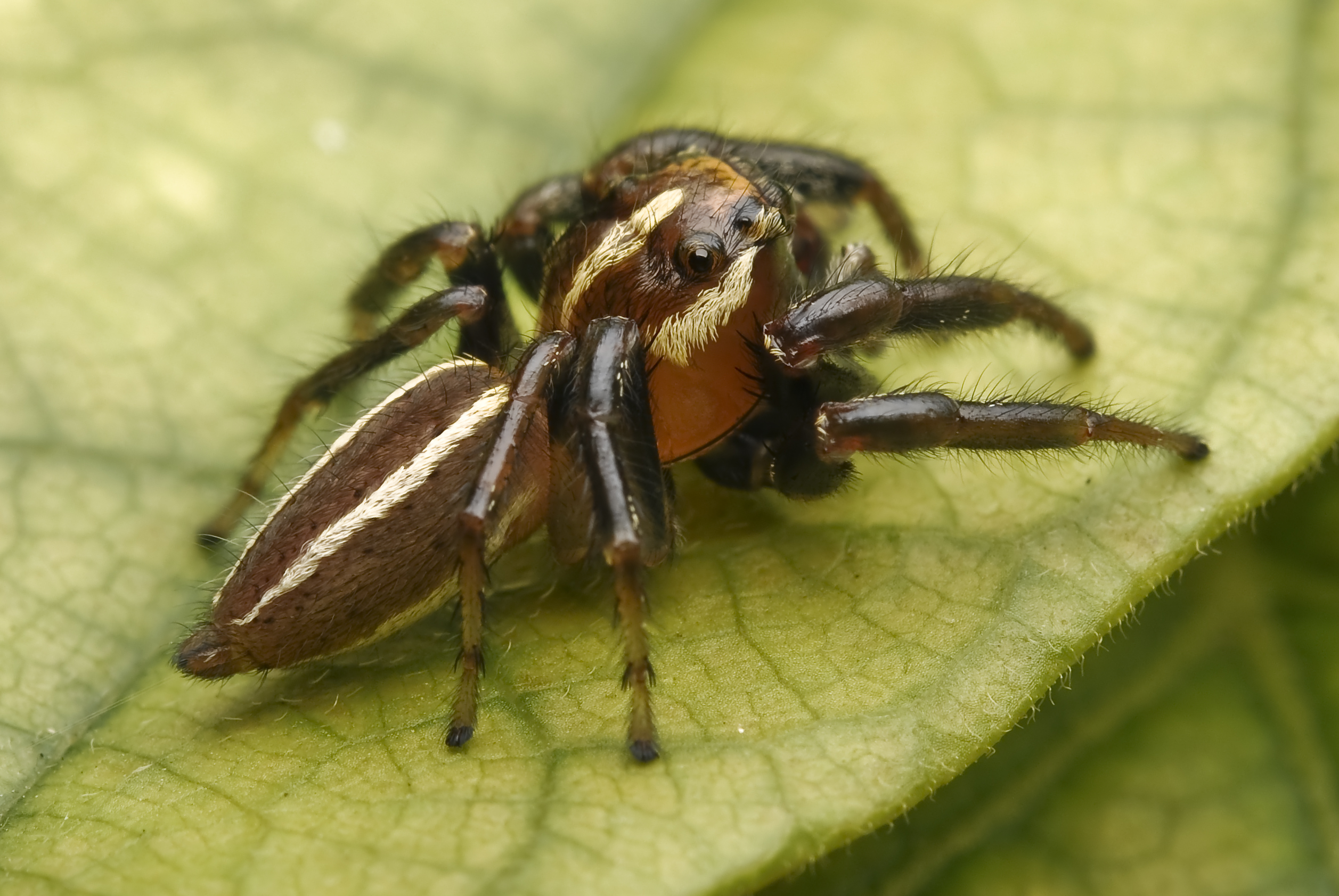
Colonus puerperus ♂

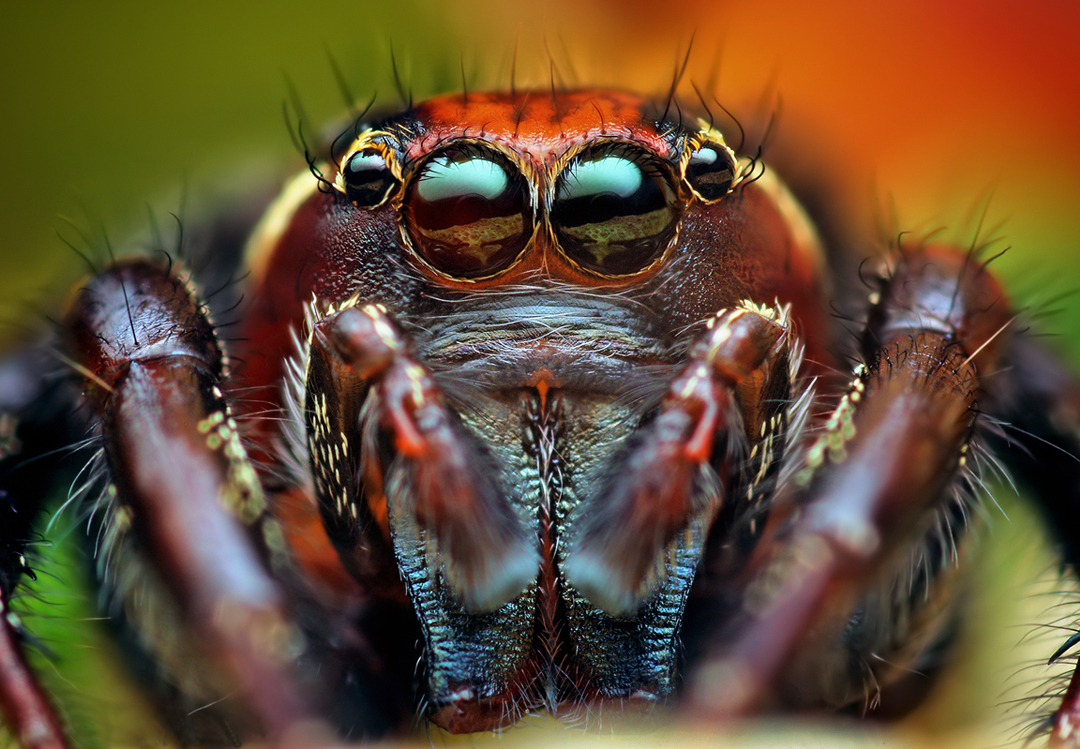
Colonus puerperus ♂

Le mâle décrit par Richman et Vetter en 2004 mesure 7,2 mm et la femelle 8,4 mm.

## Publication originale
- Hentz, 1846 : Descriptions and figures of the araneides of the United States. Boston journal of natural history, vol. 5, p. 352-370 (texte intégral).